# Tuğba Kocaağa
Tuğba Kocaağa, wcześniej Tuğba Daşdemir (ur. 25 maja 1985 w Kayseri) – turecka narciarka alpejska, dwukrotna uczestniczka igrzysk olimpijskich.
W latach 2003–2005 wystąpiła na mistrzostwach świata juniorów. Najlepszy rezultat w zawodach tej rangi osiągnęła w 2005 roku w slalomie, zajmując 36. miejsce. Wzięła udział również w pięciu edycjach mistrzostw świata seniorów. W zawodach tych jej najlepszym wynikiem było 29. miejsce w slalomie w 2005 roku.
W lutym 2010 roku wzięła udział w zimowych igrzyskach olimpijskich w Vancouver. Zaprezentowała się w dwóch konkurencjach alpejskich – w slalomie gigancie zajęła 56. miejsce, a w slalomie nie ukończyła pierwszego przejazdu i nie została sklasyfikowana. Cztery lata później wystąpiła na igrzyskach w Soczi, w slalomie zajmując 41., a w slalomie gigancie 63. miejsce.